# Eilema erythropleura
Eilema erythropleura är en fjärilsart som beskrevs av Paul Mabille 1879. Eilema erythropleura ingår i släktet Eilema och familjen björnspinnare. Inga underarter finns listade i Catalogue of Life.